# Au-delà de la frontière
Au-delà de la frontière (titre original hindi : Ret Samadhi hindi : रेत समाधि) est un roman de Geetanjali Shree publié en 2018 en Inde chez l'éditeur Rajkamal Prakashan. Il a aussi été traduit en français par Annie Montaut et publié en 2020 aux Éditions des Femmes.
En 2022, le roman traduit en anglais sous le titre Tomb of Sand par Daisy Rockwell, a remporté le Prix international Booker,,,.

## Résumé
Le livre retrace la métamorphose de Ma, une femme de 80 ans qui sombre dans la dépression après le décès de son mari. Elle décide alors de se rendre au Pakistan pour affronter un traumatisme qui la hante depuis son adolescence, lorsqu'elle a survécu aux émeutes de la partition des Indes . 